# Zosterop de Sanford
El zosterop de Sanford (Zosterops lacertosus) és un ocell de la família dels zosteròpids (Zosteropidae).

## Hàbitat i distribució
Habita boscos i matolls de l'illa de Ndeni, a les Santa Cruz.

## Taxonomia
Ha estat inclosa a l'obsolet gènere Woodfordia, però actualment es considera un membre del gènere Zosterops.